# Feira de Santo André
A Feira de Santo André é um evento anual, realizado um pouco por todo o território português, geralmente centradas no dia 30 de novembro, em que a Igreja Católica celebra a festa do orago Santo André. São particularmente importantes as edições de Mesão Frio (onde é feriado municipal) e Mafra.

## História

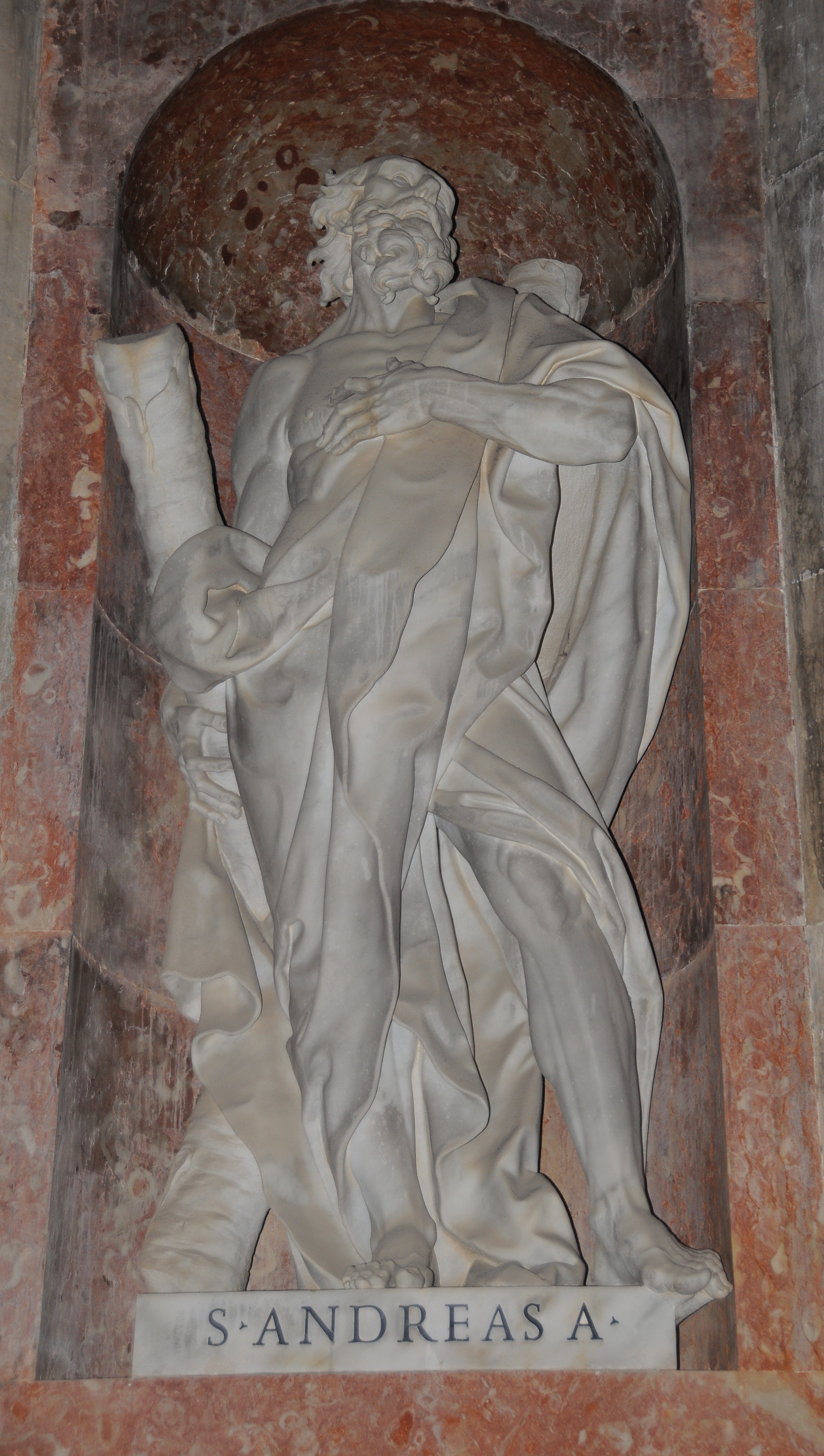
Santo André por Girolamo Ticciati no Convento de Mafra.

As várias feiras não têm, geralmente, uma origem comum, embora tenham todas tomado o nome de Santo André. Isto acontece porque são frequentemente extensões de festas locais em louvor desse mesmo apóstolo, o que, por vezes, aconteceria nas imediações de igrejas que o tinham por orago, como acontecia no adro da Igreja de Santo André de Vila Velha em Mafra, que foi o espaço original ocupado pelo certame nessa localidade.
Algumas feiras de Santo André são certamente seculares; a de Mesão Frio é referida pelo menos desde 1152 e a de Mafra desde o século XIV ou XV. Contudo, as celebrações atualmente realizadas não são uma continuação direta desses festejos medievais, devendo ser encaradas como eventos revivalistas e de preservação da cultura popular após períodos de relativa decadência.
Nalgumas localidades, como Santiago do Cacém, a feira de Santo André era a última feira do ano, pelo que seria importante para a aquisição de mantimentos e agasalhos para o inverno e, quando economicamente possível, alimentos para os festejos do Natal como frutos secos.
O evento é referido em variações de uma mesma quadra, inseridas em várias cantigas de Natal da região do Alto Alentejo como "Ó meu Menino Jesus", "Como estais tão galantinho" ou "Loa alentejana" em que se coloca São José a comprar sapatinhos para o Menino Jesus precisamente na feira de Santo André. A compra é particularmente interessante visto que o Alentejo era um importante centro de produção de calçado vendido, por exemplo, na feira de Santo André de Santiago do Cacém.